# Патонг
Патонг (тайск. ป่าตอง, произносится [pàː tɔ̄ːŋ] ) — тайский город и пляж при нём на западном побережье Пхукета. Это главный туристический курорт на острове Пхукет, а также центр ночной жизни и магазинов Пхукета. Пляж стал популярен среди западных туристов, особенно европейцев, в конце 1980-х годов. Здесь есть множество отелей, и этот район превратился в туристическое место.

## История
Пляж Патонг известен своей ночной жизнью и 2850-метровым пляжем, который проходит по всей западной стороне Патонга. Ночная жизнь сосредоточена в двух основных районах: Бангла-роуд и Paradise Complex, где Бангла-роуд преимущественно гетеросексуальна, а Paradise Complex — район гей-баров. Оба локации имеют множество баров, дискотек и баров go-go. Проституция в Таиланде незаконна, но терпима, как и в Патонге. 26 декабря 2004 года пляж Патонг, а также многие другие районы западного побережья Пхукета и Таиланда пострадали от цунами, вызванного землетрясением в Индийском океане в 2004 году. Волна вызвала большие разрушения на набережной пляжа и непосредственно в глубине суши, и только одна женщина была убита в подвале продуктового магазина на берегу моря. Патонг был одним из наиболее пострадавших районов Пхукета, хотя разрушения были не такими сильными, как соседний Као Лак. Патонг в значительной степени восстановился после цунами.

## Окружающая среда
По состоянию на 2015 год вода у пляжа Патонг не соответствовала стандартам Департамента по контролю за загрязнением Таиланда по фекальным колиформным бактериям (FCB) и энтерококкам:60. Патонг также имеет ограниченные возможности по очистке сточных вод. Станция очистки городских сточных вод приближается к своей мощности в 28 000 м3 в сутки. Модернизация будет введена в эксплуатацию в 2018 году, что увеличит производительность дополнительно на 9000 м3 в день.

## Ночная жизнь
Банг-ла роуд (Bangla Road) считается самой популярной пешеходной улицей Пхукета. Вдоль улицы полно пивных баров и go-go баров, что заставляет туристов задерживаться там подольше или на целую ночь.